# Birdsview
Birdsview az Amerikai Egyesült Államok északnyugati részén, Washington állam Skagit megyéjében elhelyezkedő önkormányzat nélküli település.
Birdsview postahivatala 1881 és 1934 között működött. A település névadója Birdsey „Bird” Minkler postavezető.

## Fordítás
- Ez a szócikk részben vagy egészben  a   Birdsview, Washington című angol Wikipédia-szócikk ezen változatának fordításán alapul.  Az eredeti cikk szerkesztőit annak laptörténete sorolja fel. Ez a jelzés csupán a megfogalmazás eredetét és a szerzői jogokat jelzi, nem szolgál a cikkben szereplő információk forrásmegjelöléseként.